# Dorian Abbot
Dorian Schuyler Abbot es un geofísico estadounidense. Es profesor de la Universidad de Chicago.

## Educación
Abbot completó una licenciatura (2004) en física y una maestría (2004) y un doctorado. (2008) en matemáticas aplicadas en la Escuela de Ingeniería y Ciencias Aplicadas John A. Paulson de Harvard. Su tesis se tituló A high-latitude convective cloud feedback. El asesor doctoral de Abbot fue Eli Tziperman. De 2008 a 2009 fue investigador postdoctoral en el Departamento de Ciencias Planetarias y de la Tierra de la Universidad de Harvard. Abbot realizó una investigación posdoctoral en ciencias geofísicas de 2009 a 2011 en la Universidad de Chicago.

## Carrera
Abbot se convirtió en profesor asistente de ciencias geofísicas en la Universidad de Chicago en 2011. Se convirtió en profesor asociado en 2015. Abbot utiliza modelos matemáticos de bajo orden y modelos numéricos para investigar climas, paleoclimas, habitabilidad planetaria y exoplanetas. 

### Cancelación de conferencia del MIT
Abbot fue invitado a dar la Conferencia John Carlson 2020, una divulgación científica pública, en el Instituto de Tecnología de Massachusetts. La conferencia se reprogramó para octubre de 2021, antes de ser cancelada en septiembre de 2021 después de quejas en Twitter sobre un editorial de Newsweek coescrito por Abbot y el profesor de Stanford Ivan Marinovic. En el editorial, Abbot y Marinovic abogaron por un mayor enfoque en la excelencia académica y el logro individual en las admisiones universitarias, sugirieron eliminar las ventajas de admisión heredadas y deportivas, y criticaron algunos aspectos de las iniciativas de Equidad, Diversidad e Inclusión. Recordaron cómo la ideología racial de la Alemania nazi "expulsó a muchos de los mejores académicos" de las universidades, y llamaron a esto "una advertencia de las consecuencias de considerar la pertenencia a un grupo como más importante que el mérito".
El MIT explicó la cancelación afirmando que la conferencia de divulgación pública estaba destinada a mostrar un modelo a seguir que inspira a un amplio grupo de jóvenes y, en cambio, invitaron a Abbot a dar un seminario departamental estándar en el MIT. Abbot finalmente pronunció su conferencia sobre ciencia planetaria ante una gran audiencia organizada por el Programa James Madison sobre Ideales e Instituciones Estadounidenses de la Universidad de Princeton el mismo día del evento cancelado. Abbot fue invitado a Tucker Carlson Tonight  y CNN  para discutir la cancelación. También recibió el premio Héroe de la Libertad Intelectual del American Council of Trustees and Alumni.
El aluvión de prensa negativa y la indignación pública resultante de la cancelación de Abbot llevó al MIT a celebrar dos foros en los que se encuestó a los profesores sobre dos cuestiones sobre la libertad de expresión. Una gran mayoría sintió que sus voces estaban limitadas en el MIT. La Alianza por la Libertad de Expresión del MIT (MFSA) se formó para pedir dicha acción. El 27 de diciembre de 2022, los profesores del MIT votaron por un margen aproximado de 2 a 1 para adoptar una declaración universitaria formal sobre la libertad de expresión. El 4 de abril de 2023 se debatió en el campus del MIT la resolución “Los programas académicos DEI deberían abolirse”. 

## Publicaciones
Las publicaciones más citadas de Abbot son:
- Hoffman PF, Abbot DS, Ashkenazy Y, Benn DI, Brocks JJ, Cohen PA, Cox GM, Creveling JR, Donnadieu Y, Erwin DH, Fairchild IJ. Snowball Earth climate dynamics and Cryogenian geology-geobiology. Science Advances. 2017 Nov 1;3(11):e1600983.  open access. According to Google Scholar, cited  248 times [16]
- Palmer PI, Abbot DS, Fu TM, Jacob DJ, Chance K, Kurosu TP, Guenther A, Wiedinmyer C, Stanton JC, Pilling MJ, Pressley SN. Quantifying the seasonal and interannual variability of North American isoprene emissions using satellite observations of the formaldehyde column. Journal of Geophysical Research: Atmospheres. 2006 Jun 27;111(D12). open access. According to Google Scholar, cited 245 times  [16]
- Yang J, Cowan NB, Abbot DS. Stabilizing cloud feedback dramatically expands the habitable zone of tidally locked planets. The Astrophysical Journal Letters. 2013 Jun 27;771(2):L45. According to Google Scholar, cited 225 times  [16]
- Abbot DS, Voigt A, Koll D. The Jormungand global climate state and implications for Neoproterozoic glaciations. Journal of Geophysical Research: Atmospheres. 2011 Sep 27;116(D18).  open access. According to Google Scholar, cited 245 times [16]
- Yang J, Boué G, Fabrycky DC, Abbot DS. Strong dependence of the inner edge of the habitable zone on planetary rotation rate. The Astrophysical Journal Letters. 2014 Apr 25;787(1):L2. According to Google Scholar, cited 136 times [16]
- Abbot DS, Cowan NB, Ciesla FJ. Indication of insensitivity of planetary weathering behavior and habitable zone to surface land fraction. The Astrophysical Journal. 2012 Aug 24;756(2):178. According to Google Scholar, cited 129 times [16]